# أولزاس ساتيباييف
أولزاس ساتيباييف (مواليد 2 مايو 1988) هو ملاكم كازاخستاني، مثّل بلاده في الألعاب الأولمبية الصيفية 2016.

## روابط خارجية
أولزاس ساتيباييف على موقع أوليمبيديا (الإنجليزية)